# Lidia Maiórova

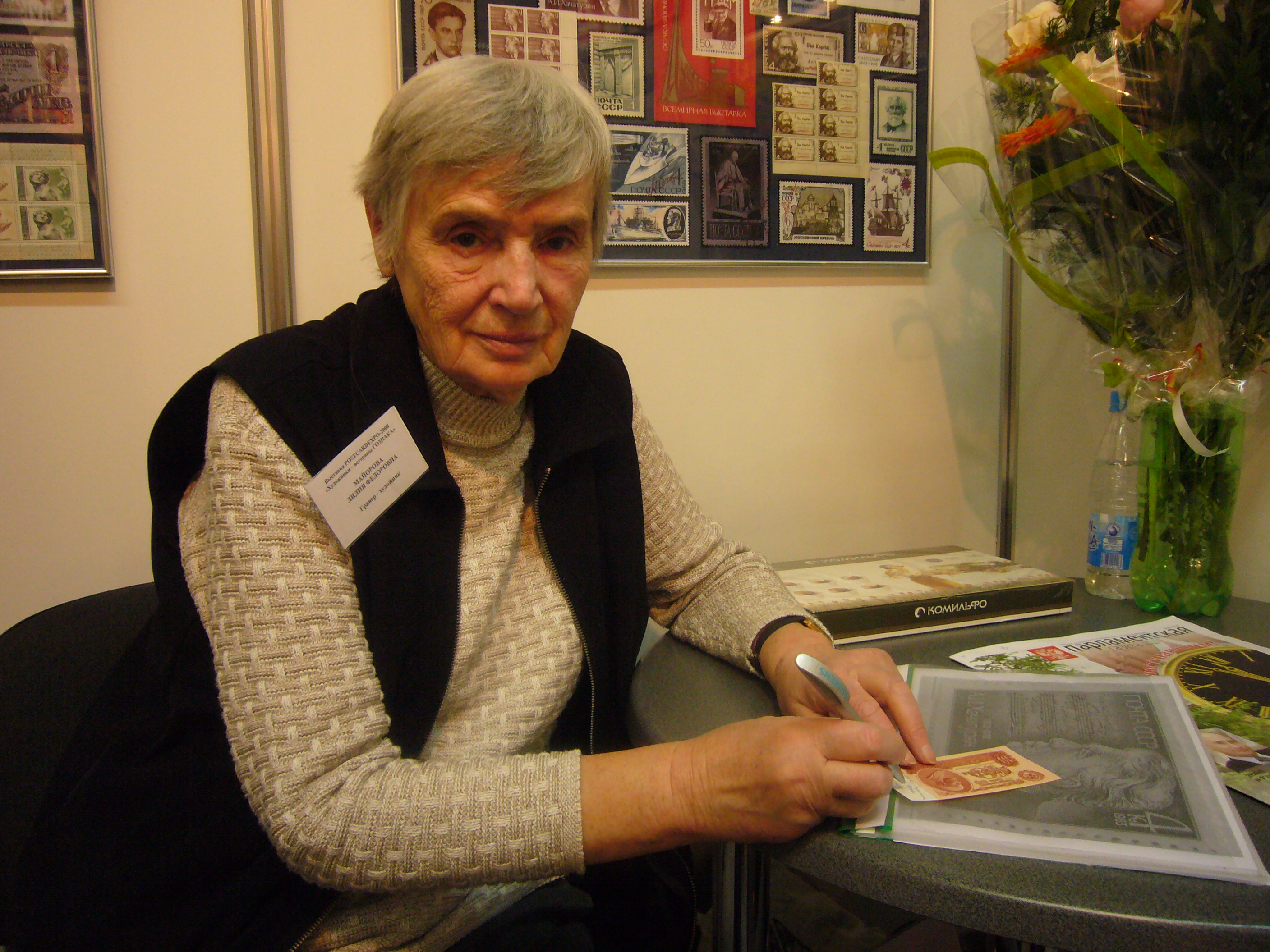
En su stand de la exposición de 2008.

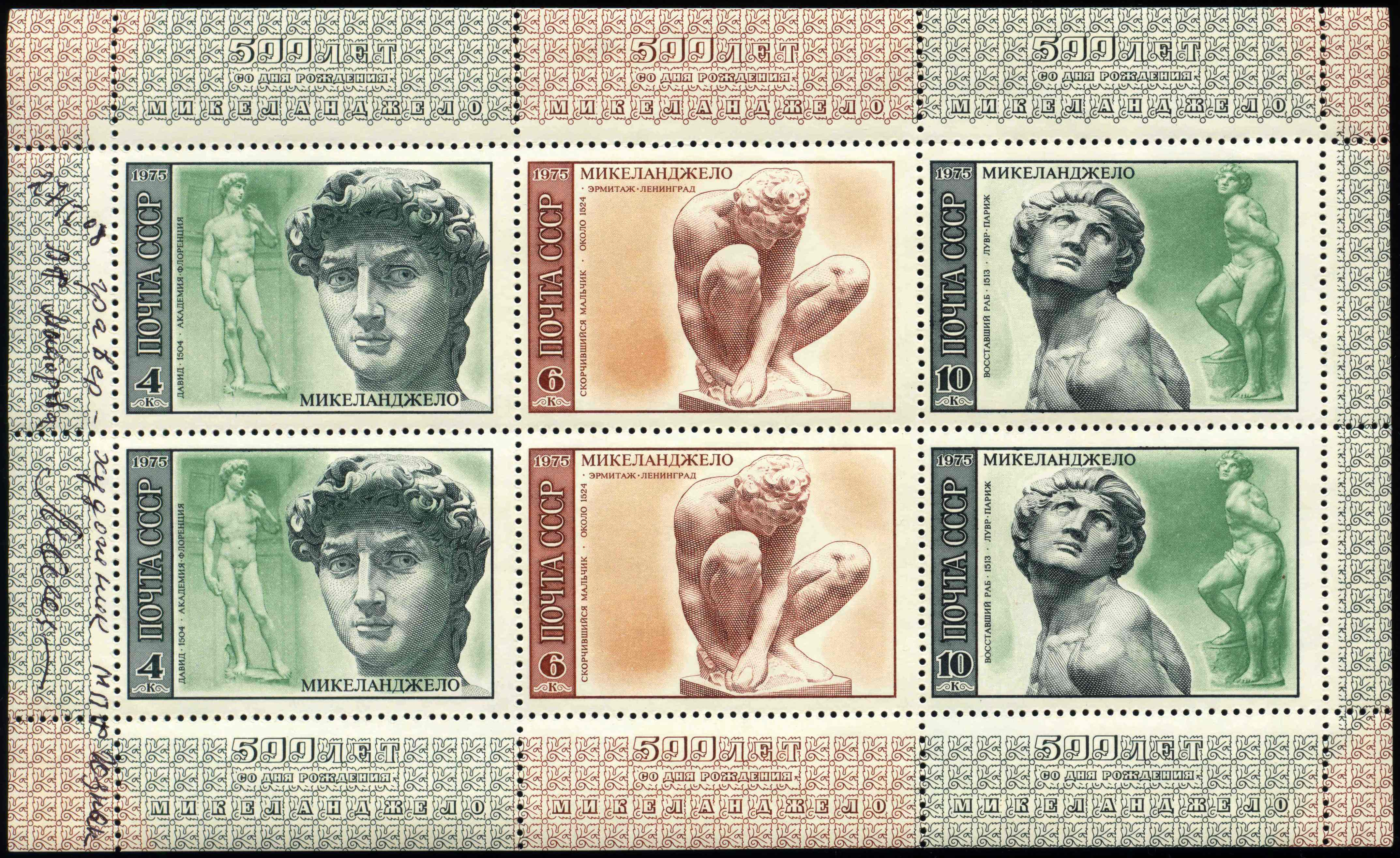
Un folio de estampillas firmado por Lidia Maiórova: 500 aniversario de Miguel Ángel. URSS, 1975.

Lidia Fiódorovna Maiórova (Лидия Фёдоровна Майорова; 1927-2008) fue grabadora de Goznak, autora de unas 90 piezas entre billetes y estampillas.